# Майлз, Нельсон Эплтон
Не́льсон Э́плтон Ма́йлз (англ. Nelson Appleton Miles; 1839—1925) — американский генерал, участник гражданской войны, индейских войн и американо-испанской войны.

## Ранние годы
Родился в городке Уэстминстер, штат Массачусетс, в семье фермеров.

## Гражданская война
Когда началась Гражданская война в США, Майлз работал в Бостоне. 9 сентября 1861 года он вступил в федеральную армию, где стал лейтенантом. 22-го массачусетского волонтерского полка, а 31 мая 1862 года стал подполковником 61-го нью-йоркского пехотного полка (при полковнике Фрэнсисе Бэрлоу). Он принял участие в сражении при Энтитеме (в составе бригады Колдуэлла), после которого был повышен до полковника. В этом звании он участвовал в сражениях при Фредериксберге и Чанселорсвилле. За участие в последнем ему впоследствии (2 марта 1867) присвоили временное звание бригадного генерала регулярной армии, а 23 июля 1892 года вручили Медаль Почета.
12 мая 1864 года он стал бригадным генералом добровольческой армии за заслуги в сражениях в Глуши и при Спотсильвейни. Во время сражения при Колд-Харбор Майлз командовал 1-й бригадой в дивизии Френсиса Бэрлоу (во II-м федеральном корпусе).
Уже после войны, 21 сентября 1865 года, Майлзу присвоили звание генерал-майора волонтеров. Сразу после войны он командовал фортом Монро в Вирджинии, где содержался под стражей бывший президент Конфедерации Джефферсон Дэвис. В это время ему приходилось постоянно опровергать слухи о его плохом обращении с Дэвисом.

## Индейские войны
Позже принимал участие во многих походах против североамериканских индейцев.
В 1868 году женился на Мэри Хойт Шерман, племяннице Уильяма Текумсе Шермана, генерала армии США.

## Главнокомандующий армией США
В 1895 году был назначен главнокомандующим армией союза и был последним человеком, занимавшим эту должность. Эту же обязанность он исполнял во время войны с Испанией в 1898 году. Сразу после завершения войны Майлз выступил с обвинениями против военного управления и, в частности, против военного министра Элджера, утверждая, что они поставляли в армию испорченные продукты. Он добился назначения официальной следственной комиссии, которая отвергла его обвинения; однако, Элджер под влиянием его разоблачений был принужден выйти в отставку.
В 1901 году Майлз получил звание генерал-лейтенанта. По достижении 64-летнего возраста отправился в запас. Пост главнокомандующего заменила должность начальника штаба Армии США.

## В отставке
В виду вступления США в Первую мировую войну просил президента В.Вильсона дать какую-нибудь армейскую часть под управление, но 77-летнему генералу было отказано. Последующие годы жизни посвятил написанию мемуаров.
Умер в 1925 году от сердечного приступа, президент Калвин Кулидж лично присутствовал на его похоронах на Арлингтонском национальном кладбище.